# Wim Mossel
Pour les articles homonymes, voir Mossel.
Wim Mossel est un karatéka néerlandais surtout connu pour avoir remporté l'épreuve de kumite individuel masculin moins de 80 kilos aux championnats d'Europe de karaté 1981 et l'épreuve de kumite individuel masculin moins de 70 kilos aux championnats d'Europe de karaté 1985.

## Résultats
| Résultat      | Date | Épreuve                   | Catégorie | Compétition                | Ville hôte        |
| ------------- | ---- | ------------------------- | --------- | -------------------------- | ----------------- |
| Médaille d'or | 1981 | Kumite individuel - 80 kg | Seniors   | Championnats d'Europe 1981 | Venise, en Italie |
| Médaille d'or | 1985 | Kumite individuel - 70 kg | Seniors   | Championnats d'Europe 1985 | Oslo, en Norvège  |